# 丹麥 (伊利諾伊州)
丹麥（英語：Denmark）是位於美國伊利諾伊州佩里縣的一個非建制地區。該地的面積和人口皆未知。

## 地理
丹麥的座標為38°59′51″N 89°29′50″W / 38.99750°N 89.49722°W，而該地的平均海拔高度為131米（即430英尺）。